# Politieke vrijheid
Politieke vrijheid is een begrip uit de politieke filosofie en het staatsrecht. Het duidt op de vrijheid van de burgers.
Politieke vrijheid wordt verschillend gedefinieerd, maar grofweg zijn er drie stromingen te onderscheiden, die elk hun eigen accenten leggen. Politicoloog Isaiah Berlin maakte in zijn bekende lezing "Two Concepts of Liberty" van 1969 het onderscheid tussen negatieve en positieve vrijheid. Hier kwam later nog een derde vorm bij.

## Rechtsstatelijke opvatting
In de rechtsstatelijke opvatting van politieke vrijheid wordt vrijheid vooral opgevat als negatieve vrijheid. Berlin associeert deze school met Hobbes, Bentham en John Stuart Mill; heden domineert deze de Angelsaksische filosofie. Politieke vrijheid duidt op de vrijheid van overheidsdwang. De politieke vrijheid bestaat door beperking van de overheid door het recht. Het recht dient ervoor te zorgen dat de overheid haar macht tegenover de burgers niet misbruikt. Volgens deze opvatting is rechtsstatelijkheid de belangrijkste voorwaarde van politieke vrijheid. In de rechtsstatelijke opvatting van politieke vrijheid zal met name nadruk gelegd worden op het belang van de vrijheidsrechten onder de grondrechten: afweerrechten die de macht van de overheid beperken.

## Democratische opvatting
Een andere opvatting van politieke vrijheid, die tegenwoordig heerst in de continentale filosofie, komen we tegen bij opvattingen die volgens Berlin teruggaan op Spinoza, Rousseau en Hegel. In deze opvatting wordt vrijheid vooral geformuleerd in termen van positieve vrijheid: de vrijheid om het eigen leven te bepalen. Rousseau zag politieke onvrijheid als overgave aan de willekeur van anderen. Politieke vrijheid gaat samen met zelfbestuur. Er is sprake van politieke vrijheid wanneer de geregeerden zelf kunnen bepalen aan welke wetten zij willen gehoorzamen. De politieke vrijheid staat of valt in dat geval met de mate waarin burgers middels democratie over hun eigen normen kunnen beslissen. Deze opvatting van politieke vrijheid zal vooral de nadruk leggen op de participatierechten onder de grondrechten: het actieve en met name ook passieve kiesrecht en het petitierecht.

## Sociaalstatelijke opvatting
Een derde opvatting van politieke vrijheid komt men tegen bij sociaalstatelijke grondrechtsopvattingen die in de twintigste eeuw opgang deden. Ook hier is het positieve vrijheidsbegrip aan de orde: er is sprake van politieke vrijheid wanneer de burger in staat is zijn leven zelf in te richten. 
In de twintigste eeuw kwamen sommigen tot de conclusie dat afwezigheid van dwang en/of de mogelijkheid van zelfbestuur niet altijd voldoende voorwaarden zijn voor deze positieve vrijheid. Nodig is ook dat mensen materieel vrij zijn en dus over voldoende middelen beschikken om hun eigen leven te kunnen inrichten. In deze opvatting is er pas sprake van politieke vrijheid wanneer ook de materiële voorwaarden door de overheid worden gegarandeerd. Bij deze interpretatie van politieke vrijheid zijn met name de sociale grondrechten erg belangrijk.

## Botsing van opvattingen
De verschillende opvattingen van politieke vrijheid kunnen met elkaar botsen. Zo zal binnen de sociaalstatelijke opvatting van politieke vrijheid een krachtige overheid noodzakelijk zijn om te zorgen dat alle burgers over een zekere materiële vrijheid beschikken. Dit staat op gespannen voet met de politieke vrijheid van de rechtsstatelijke theorie die juist veel waarde hecht aan de beperking van de overheidsmacht.